# Peixe Grande (editora)
Peixe Grande é uma editora de quadrinhos criada em 2010 por Toninho Mendes. O nome da editora foi uma homenagem ao filme homônimo. A editora tinha como principal foco em clássicos do quadrinho erótico, como Quadrinhos Sacanas (seu primeiro lançamento, uma antologia de quadrinhos pornográficos de autores que copiavam o estilo de Carlos Zéfiro) e os chamados tijuana bibles anônimos dos Estados Unidos em Quadrinhos Sujos 2 (dando continuidade à coleção iniciada pela Opera Graphica em 2005). A editora também foi responsável pela republicação de O Vira-Lata. Em 2011, a Peixe Grande ganhou o Troféu HQ Mix na categoria "melhor publicação erótica" por Quadrinhos Sacanas.